# Marjan Vidmar
Marjan Vidmar (* 1. Juli 1960 in Ljubljana) ist ein ehemaliger jugoslawischer Biathlet.
Marjan Vidmar startete für TVD Partizan Dol aus Ljubljana. Sein erstes Großereignis wurden die Biathlon-Weltmeisterschaften 1979 in Ruhpolding, wo er mit Andrej Lanišek, Ivan Pirs und Marjan Burgar 17. im Staffelrennen wurde. Bei den Olympischen Winterspielen 1980 in Lake Placid kam als einziger Jugoslawe Marjan Burgar zum Einsatz. Es dauerte bis zu den Biathlon-Weltmeisterschaften 1983 in Antholz, dass Vidmar zu weiteren Einsätzen bei einer internationalen Meisterschaft kam. In Südtirol wurde der Slowene 63. des Einzels und 65. des Sprintrennens. Höhepunkt und Abschluss der Karriere wurden die Olympischen Winterspiele 1984, die in Sarajevo und damit in der zu der Zeit noch vereinten jugoslawischen Heimat stattfand. Im Einzel belegte er den 46. Platz und wurde 54. im Sprint. Für das Staffelrennen fand er keine Berücksichtigung.